# Koniuhiv, Strîi
Koniuhiv (în ucraineană Конюхів) este localitatea de reședință a comunei Koniuhiv din raionul Strîi, regiunea Liov, Ucraina.

## Demografie
Componența lingvistică a localității Koniuhiv
     Ucraineană (98,99%)
     Rusă (1,01%)
Conform recensământului din 2001, majoritatea populației localității Koniuhiv era vorbitoare de ucraineană (98,99%), existând în minoritate și vorbitori de rusă (1,01%).